# Houten

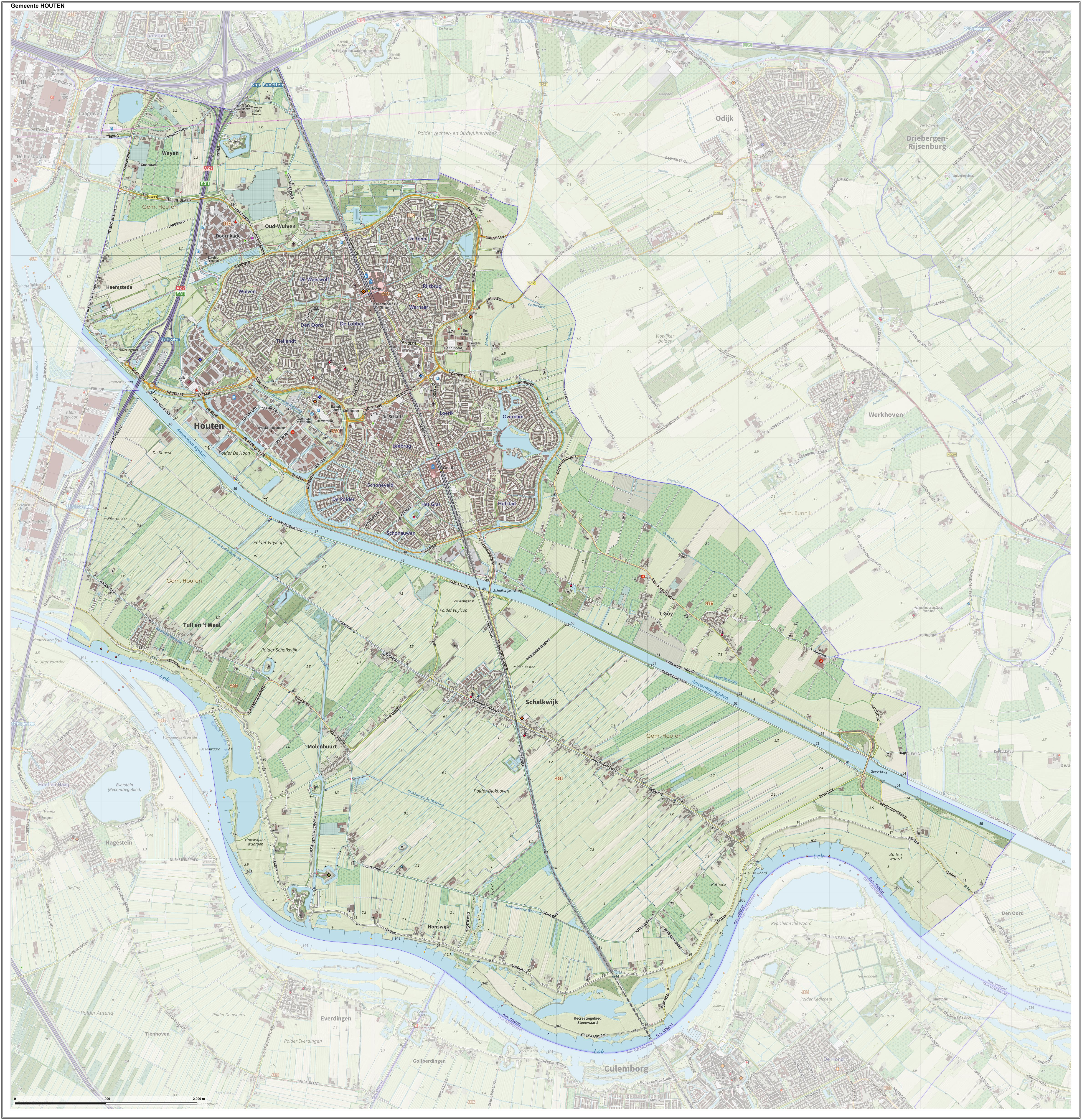
Mapa topográfico del municipio de Houten en diciembre de 2016.

Houten es una localidad y municipio de los Países Bajos, en la provincia de Utrecht. Se encuentra al sureste de la ciudad de Utrecht entre las autopistas A12, A27 y el río Lek. El municipio cuenta con una población de 48.812 habitantes (1 de abril de 2016) y tiene un área total de cerca de 59 kilómetros cuadrados.

## Núcleos de población
El mayor núcleo de población del municipio es Houten. También pertenecen al municipio las poblaciones de 't Goy, Schalkwijk y Tull en 't Waal. Además, dentro del municipio se incluyen las vecindades de Wayen, Oud-Wulven y parte de Den Oord. Las antiguas vecindades de Loerik y Schonauwen están son ahora distritos del área Houten-Zuid (Houten Sur).

## Orígenes
Se han realizado investigaciones arqueológicas a lo largo de la línea de ferrocarril Vleuten-Geldermalsen que han demostrado que el entorno de Houten ya estaba habitado en la edad de Bronce. Tanto Houten como 't Goy fueron probablemente escogidos para crear asentamientos por ser terrenos relativamente elevados al haber depositado el Rin sedimentos conocidos como crestas.
A principios de 2007 se encontró parte de una calzada medieval a lo largo de la misma línea de ferrocarril. Además, bajo la iglesia reformista hay restos de una villa romana. Algunas partes de esta iglesia datan del siglo X, y la construcción de la torre se inició en 1535. En la Edad Media se construyeron edificios de madera y la iglesia católica de Nuestra Señora de la Asunción (Onze Lieve Vrouwe ten Hemelopneming), de estilo neogótico, completada entre 1884 y 1885 por el arquitecto Alfred Tepe.
Al oeste de Houten está el Castillo de Heemstede, que fue construido alrededor de 1645. En 1987 un incendio lo daño gravemente, y fue restaurado quince años después.
El nombre Houten se deriva probablemente de "Haltna", que significa "lugar en el bosque" o "claro en un bosque".

## Historia reciente
El municipio de Houten fue creado el 21 de octubre de 1811, cuando los Países Bajos pertenecían al Imperio francés. A la parroquia de Houten se asignaron los terrenos de Houten, 't Goy, Oud-Wulven, Wayen, Wulven, Heemstede y Schonauwen.
En 1816 Schonauwen se convierte en un municipio independiente. Por su parte, Oud-Wulven, Wayen, Wulven, Heemstede y Schonauwen formaron, junto con los terrenos de Slachtmaat, Grote Koppel, Kleine Koppel y Maarschalkerweerd, el municipio de Oud-Wulven.
En 1857 se fusionan de nuevo los municipios de Houten, Oud-Wulven y Schonauwen en un nuevo municipio de Houten.
Los aliados bombardearon De Brink (la actual plaza, en el pueblo de Houten) y los alrededores el 28 de noviembre de 1944. Los aviones estaban buscando al general alemán Reinhard, aunque no consiguieron su objetivo. En una segunda oleada de ataques, dieron con el refugio de los soldados alemanes, muriendo dieciséis personas, entre ellos cinco civiles.
El 8 de octubre de 1953 la ciudad de Utrecht se anexiona buena parte del norte del municipio (Maarschalkerweerd). El 1 de enero de 1962 se unen Tull en 't Waal y Schalkwijk a Houten.
Alrededor de 1970, Houten cuenta con unos 4.000 habitantes. Esto comienza a cambiar en 1966, cuando debido a la proximidad con Utrecht y a la línea de tren a 's-Hertogenbosch, Houten es designada como ciudad dormitorio y se decide construir al menos 6.000 viviendas. En noviembre de 1979, se inicia la construcción de más de 8.000 nuevas viviendas, de modo que la población superará los 30.000 habitantes (1996). La zona Den Oord fue construido de acuerdo a los principios de diseño urbano de la arquitectura moderna. El distrito De Lobben, es sin embargo un barrio residencial con el urbanismo típico de la década de los setenta. De Lobben es preludio de otras zonas residenciales siguientes, tales como De Weerwolf, Schonenburg, Wernaar, De Geer, Wulven, Tielland, Rijsbrug y De Meent, todos ellos en lo que hoy se conoce como Houten-Noord (Houten Norte). Los principios de diseño de este periodo establecen una estructura principal basada en la dimensión humana, espacios de juegos, y áreas exclusivas para peatones y para ciclistas. Si bien los diseños de las edificaciones varían, el éxito de Houten es haber mantenido esta estructura inalterada. En 1982, se abrió una nueva estación de Houten, y las plazas centrales "Het Rond" (literalmente, "El Círculo") y "Het Kant" (es decir, "El Lateral"), que se convirtió en nuevo centro de Houten, frente al antiguo pueblo (Oud-Houten).
Nuevas planificaciones en 1988 (VINO) y 1991 (Vinex) establecen una nueva cuota de crecimiento para Houten, cuya construcción se iniciará en 1997. Habrá siete nuevos distritos: Loerik, Overdam, Hofstad, Schonauwen, De Hoon, Leebrug y Castellum. En este último distrito se abre un centro comercial y, desde 2010, la estación de tren Houten Castellum.
En 2007 se inició una renovación a gran escala del centro de Houten para que pueda dar servicio a una población de 50.000 habitantes. Parte de las innovaciones fueron la duplicación y aumentar la capacidad de la línea de ferrocarril, incluyendo una nueva estación, la realización de un "fietstransferium" (aparcamiento de bicicletas junto a la estación), la ampliación del centro comercial, dos nuevos centros culturales, y la remodelación de la plaza central "Het Rond".
Houten se divide hoy en 13 barrios y 48 distritos.

## Galería

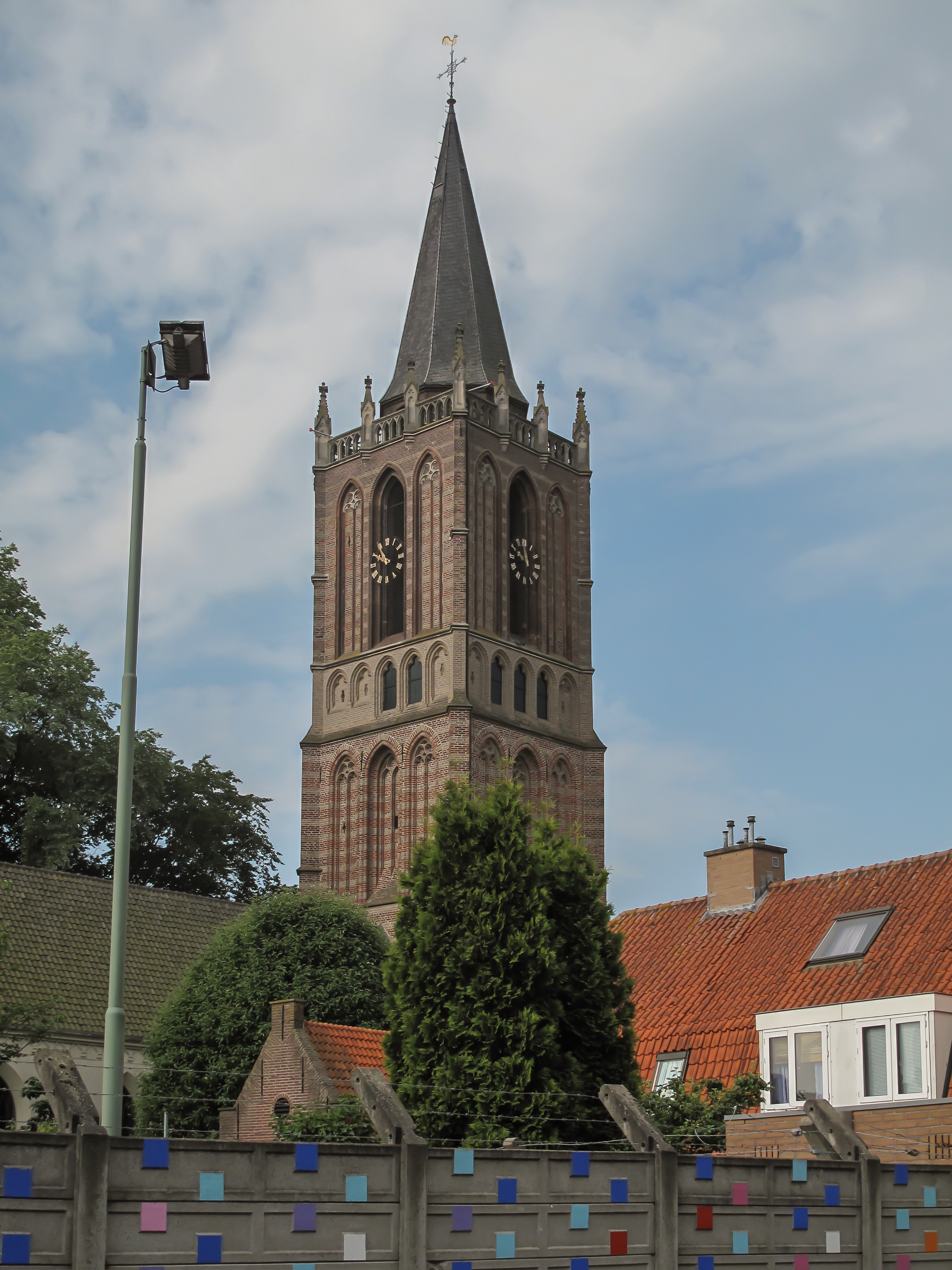
Houten, la torre de la iglesia protestante
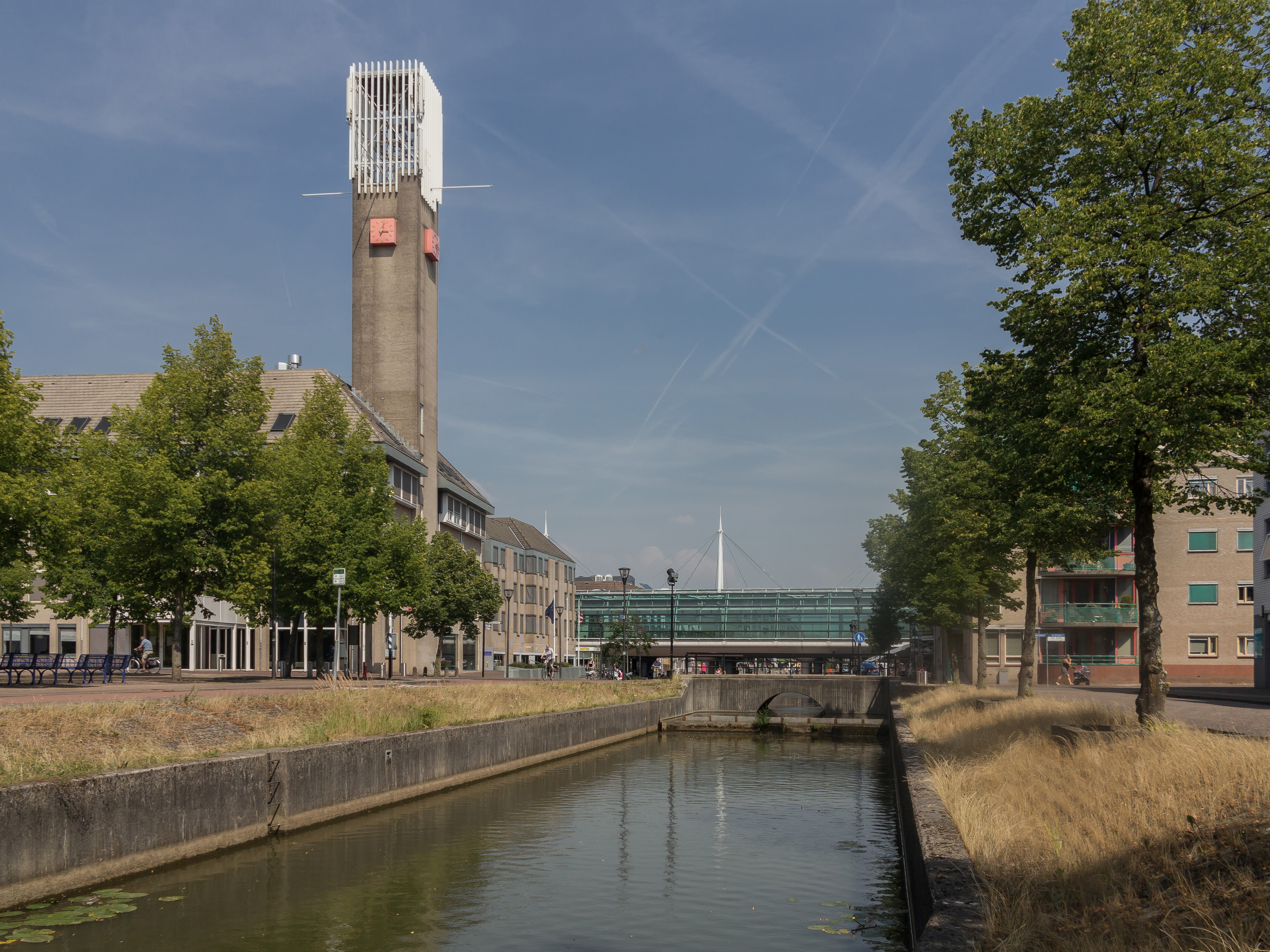
Houten, vista de la calle: Het Kant-Imkerseind
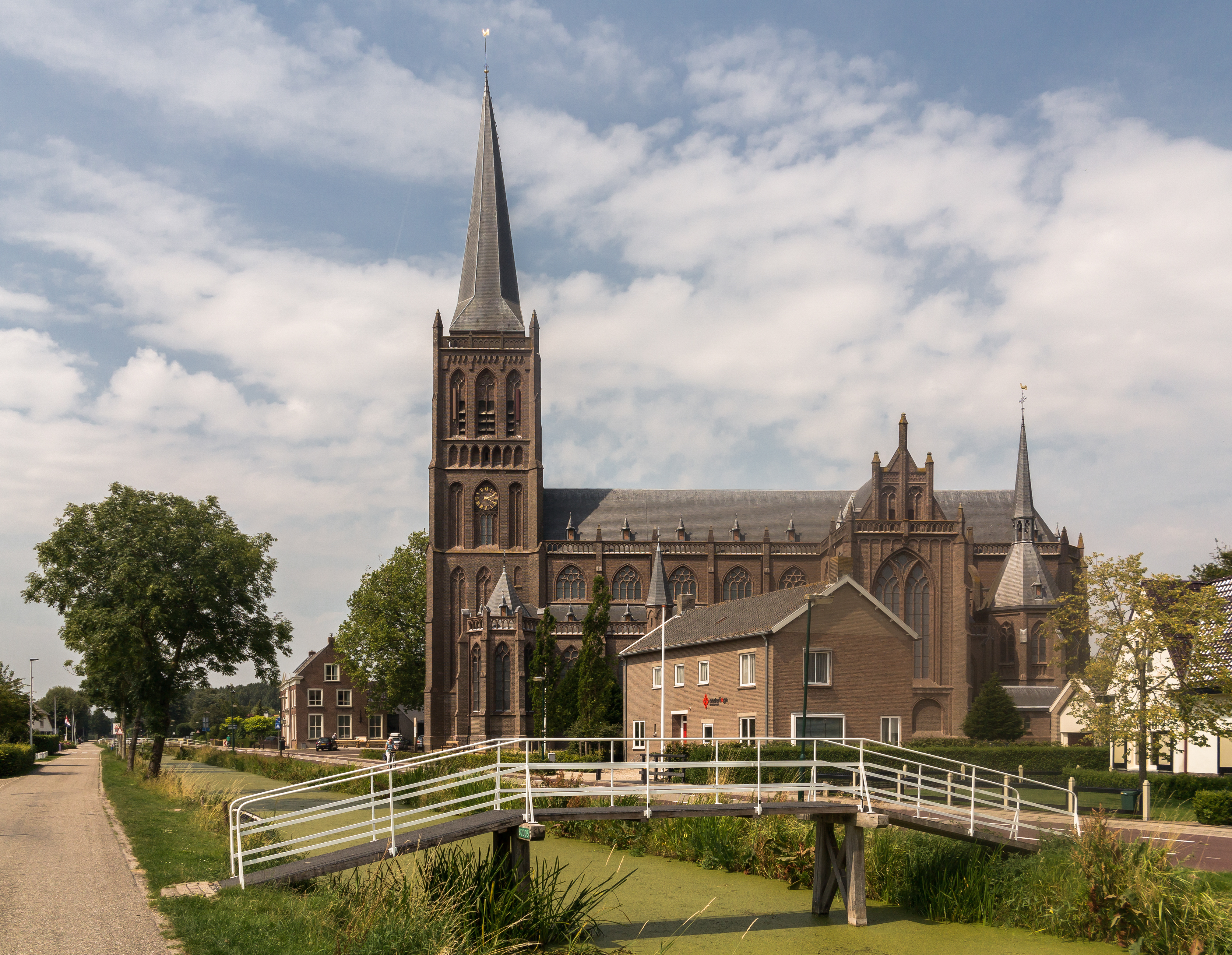
Schalkwijk, la iglesia: de Sint Michaëlkerk